# Sistema de ligas de futebol da Escócia
A Pirâmide do Futebol Escocês mostra o sistema de divisões e regiões do Campeonato Escocês de Futebol.

## Futebol profissional

### Atual
| Divisão | Liga                                         | Competição            | Nome comercial     | Clubes |                      |
| ------- | -------------------------------------------- | --------------------- | ------------------ | ------ | -------------------- |
| 1       | Liga Escocesa de Futebol Profissional (SPFL) | Scottish Premiership  | cinch Premiership  | 12     | [ 2 ] [ 3 ] [ 4 ]    |
| 2       | Liga Escocesa de Futebol Profissional (SPFL) | Scottish Championship | cinch Championship | 10     | [ 5 ] [ 6 ] [ 7 ]    |
| 3       | Liga Escocesa de Futebol Profissional (SPFL) | Scottish League One   | cinch League One   | 10     | [ 8 ] [ 9 ] [ 10 ]   |
| 4       | Liga Escocesa de Futebol Profissional (SPFL) | Scottish League Two   | cinch League Two   | 10     | [ 11 ] [ 12 ] [ 13 ] |

### 1998–2013
| Divisão | Liga                           | Competição               | Clubes | Fonte  |
| ------- | ------------------------------ | ------------------------ | ------ | ------ |
| 1       | Premier League Escocesa (SPL)  | Scottish Premier League  | 12     | [ 14 ] |
| 2       | Liga Escocesa de Futebol (SFL) | Scottish First Division  | 10     | [ 15 ] |
| 3       | Liga Escocesa de Futebol (SFL) | Scottish Second Division | 10     | [ 16 ] |
| 4       | Liga Escocesa de Futebol (SFL) | Scottish Third Division  | 10     | [ 17 ] |